# Felice Manfredi
Felice Manfredi (Milano, 17 settembre 1819 – Angera, 3 dicembre 1895) è stato un politico italiano.
Fu senatore del Regno d'Italia nella XVII legislatura.